# Берёзовский район (Брестская область)
Берёзовский райо́н (бел. Бяро́заўскі раё́н) — административная единица в центральной части Брестской области Беларуси. Административный центр — город Берёза. Численность населения — 57 008 человек (2025).
В состав района входят 111 населённых пунктов, в том числе два города (Берёза и Белоозёрск) и 16 агрогородков. В административном отношении район разделён на 11 сельсоветов.

## География
Район граничит: на северо-востоке с Ивацевичским районом, на юго-востоке — с Ивановским, на юге — с Дрогичинским, на юго-западе — с Кобринским и на северо-западе — с Пружанским районом Брестской области. Площадь территории — 1,406 тыс. км², (13-е место среди районов области), из них сельскохозяйственные угодья составляют 47,2 %, луговые земли — 15,7 %, земли лесного фонда — 26,5 %. Общая площадь особо охраняемых природных территорий составляет 11,1 % от территории района.
Речная сеть района относится к бассейнам Чёрного моря. На территории района расположено 203 водных объекта: пять рек, три озера, два водохранилища, один родник, 16 каналов, 164 пруда (из которых 135 — технологические) и 12 обводненных карьеров. Главной рекой района является река Ясельда. Наиболее крупные водоёмы района – озёра Споровское, Белое; водохранилища Селец, Чёрное.
Район занимает юго-восточную часть Прибугской равнины и северо-западную часть Припятского Полесья. Протяженность района с запада на восток 48 км, с севера на юг — 41 км.
Район богат нерудными полезными ископаемыми. Ведётся промышленная добыча мела и мергельно-меловой породы, песчано-гравийных материалов, строительных песков, глины и суглинков. Имеются месторождения торфа, железа, выявлен янтарь — споровская перспективная площадь в пределах озёр Белое, Чёрное, Споровское и Мотоль (в Берёзовском историко-краеведческом музее хранится самородок янтаря весом в 518 граммов). Агрохимическое сырьё: торфовивианит, сапропель, пресноводные известковые отложения. Бурый уголь: площади развития карстовых воронок по линии Антополь – Берёза – Ружаны. Минералы: халцедон и его разновидности (россыпи в районе агрогородков Малеч и Кабаки, в пляжной зоне реки Ясельда, в районе мелового карьера Картуз-Берёза), агатоподобный халцедон и кремень,  минералы из месторождений и проявлений района (марказит, лимонит, карнеол, сардел, сапфирин, кварц). Минеральная лечебная вода (хлоридная натриевая вода малой минерализации (1—5 г/л) — Белоозёрское месторождение).

### Заказники
Республиканского значения:
- Биологический «Бусловка». В составе флоры более 500 видов сосудистых растений, из них 10 занесены в Красную книгу. На территории заказника обитает шесть краснокнижных видов птиц[12].
- Биологический «Споровский». Растительный мир заказника разнообразен — более 600 видов сосудистых растений, что составляет около 35%, произрастающих в республике. Кроме этого, в заказнике обитает 25 видов млекопитающих (без учета мелких грызунов и рукокрылых), шесть видов рептилий, восемь видов амфибий, 34 вида рыб и более 245 видов насекомых[13].

### Памятники природы
Местного значения:
1. Старинный парк «Габрилево» (7 га)
2. Старинный парк «Сигневичи-2» (6 га)
3. Старинный парк «Старые Пески» (10 га)
4. Старинный парк в городе Берёза (5,4 га)
5. Берёзовский валун (0,001 га)
6. Селецкий источник (0,01 га)

## Геральдика
Герб и флаг учреждены Указом Президента Республики Беларусь от 2 декабря 2008 года № 659 и зарегистрированы в Государственном геральдическом регистре Республики Беларусь 23 января 2009 года № Б-133  и № Б-134. Одобрены решением Березовского районного исполнительного комитета от 25 июня 2002 года № 473.

## История
Берёзовский район образован 15 января 1940 года. 12 октября 1940 года установлено деление района на 18 сельсоветов.
14 апреля 1960 года к Берёзовскому району были присоединены Малечский и Подкрайчевский сельсоветы Пружанского района.
25 декабря 1962 года в состав образованного Берёзовского района передан Ивацевичский район. 6 января 1965 года Ивацевичский район был восстановлен в прежних границах.
20 октября 1995 года административные единицы Берёзовский район и город Берёза, имеющие общий административный центр, объединены в одну административную единицу — Берёзовский район.
В 2017 году утвержден официальный природный символ Березовского района — Вертлявая камышевка.

## Административное деление
Берёзовский район состоит из города Берёза, города районного подчинения Белоозёрска и 11 сельсоветов:
| Сельсоветы   | Административный центр         | Количество населённых пунктов | Население (год) | Площадь, км2 |
| ------------ | ------------------------------ | ----------------------------- | --------------- | ------------ |
| Берёзовский  | город Берёза (не входит в с/с) | 10                            | 1864 (2019)     | 103,6894     |
| Здитовский   | агрогородок Здитово            | 8                             | 1057 (2019)     | 55,7339      |
| Малечский    | агрогородок Малеч              | 16                            | 2415 (2019)     | 119,0156     |
| Междулесский | агрогородок Междулесье         | 8                             | 857 (2019)      | 83,3975      |
| Первомайский | агрогородок Первомайская       | 8                             | 2408 (2019)     | 80,1194      |
| Песковский   | агрогородок Пески              | 9                             | 3561 (2019)     | 143,5093     |
| Селецкий     | агрогородок Селец              | 15                            | 1702 (2019)     | 182,089      |
| Сигневичский | агрогородок Сигневичи          | 20                            | 2636 (2019)     | 176,6323     |
| Соколовский  | агрогородок Соколово           | 5                             | 1750 (2019)     | 163,7917     |
| Споровский   | агрогородок Спорово            | 2                             | 1522 (2019)     | 171,8609     |
| Стригинский  | агрогородок Стригинь           | 8                             | 1112 (2019)     | 104,8695     |

Всего в Берёзовском районе 111 населённых пунктов (по данным на 2023 год).
Упразднённые сельсоветы:
- Белоозёрский — 6 деревень
- Высоковский
- Борковский — 6 деревень, 1 агрогородок
- Нарутовичский — 6 деревень, 1 агрогородок

## Население
Численность населения — 57 008 человек (на 1 января 2025 года), в том числе городское — 39 109 человек (Берёза — 28 192 человек, Белоозёрск 10 917 человек), сельское — 17 899 человек.
Население района составляет 57 767 человек (на 1 января 2024 года), в том числе города Берёза и Белоозёрск — 39 394 жителя; и 18 956 сельского населения.
| Численность населения (по годам) | Численность населения (по годам) | Численность населения (по годам) | Численность населения (по годам) | Численность населения (по годам) | Численность населения (по годам) | Численность населения (по годам) | Численность населения (по годам) | Численность населения (по годам) | Численность населения (по годам) | Численность населения (по годам) |
| 1996                             | 2001                             | 2002                             | 2003                             | 2004                             | 2005                             | 2006                             | 2007                             | 2008                             | 2009                             | 2010                             |
| -------------------------------- | -------------------------------- | -------------------------------- | -------------------------------- | -------------------------------- | -------------------------------- | -------------------------------- | -------------------------------- | -------------------------------- | -------------------------------- | -------------------------------- |
| 75 100                           | ▼73 669                          | ▼73 117                          | ▼72 549                          | ▼71 651                          | ▼70 626                          | ▼69 734                          | ▼68 768                          | ▼68 133                          | ▼67 624                          | ▼66 958                          |
| 2011                             | 2012                             | 2013                             | 2014                             | 2015                             | 2016                             | 2017                             | 2018                             | 2019                             | 2020                             | 2021                             |
| ▼66 309                          | ▼65 430                          | ▼64 732                          | ▼64 156                          | ▼63 772                          | ▼63 056                          | ▼62 537                          | ▼61 937                          | ▼61 236                          | ▼60 636                          | ▼59 900                          |
| 2022                             | 2023                             | 2024                             | 2025                             | 2026                             |                                  |                                  |                                  |                                  |                                  |                                  |
| ▼58 985                          | ▼58 350                          | ▼57 767                          | ▼57 008                          |                                  |                                  |                                  |                                  |                                  |                                  |                                  |

| Национальный состав по переписи 2019 года | Национальный состав по переписи 2019 года | Национальный состав по переписи 2019 года | Национальный состав по переписи 2019 года | Национальный состав по переписи 2019 года | Национальный состав по переписи 2019 года | Национальный состав по переписи 2019 года | Национальный состав по переписи 2019 года | Национальный состав по переписи 2019 года | Национальный состав по переписи 2019 года | Национальный состав по переписи 2019 года |
| всего (2019)                              | белорусы                                  | белорусы                                  | русские                                   | русские                                   | украинцы                                  | украинцы                                  | поляки                                    | поляки                                    | армяне                                    | армяне                                    |
| ----------------------------------------- | ----------------------------------------- | ----------------------------------------- | ----------------------------------------- | ----------------------------------------- | ----------------------------------------- | ----------------------------------------- | ----------------------------------------- | ----------------------------------------- | ----------------------------------------- | ----------------------------------------- |
| 60 766                                    | 54 956                                    | 90,44 %                                   | 3584                                      | 5,9 %                                     | 1012                                      | 1,67 %                                    | 621                                       | 1,02 %                                    | 50                                        | 0,08 %                                    |
| 60 766                                    | немцы                                     | немцы                                     | татары                                    | татары                                    | евреи                                     | евреи                                     | молдаване                                 | молдаване                                 | литовцы                                   | литовцы                                   |
| 60 766                                    | 35                                        | 0,06 %                                    | 33                                        | 0,05 %                                    | 24                                        | 0,04 %                                    | 20                                        | 0,03 %                                    | 19                                        | 0,03 %                                    |
|                                           |                                           |                                           |                                           |                                           |                                           |                                           |                                           |                                           |                                           |                                           |
| Национальный состав по переписи 2009 года |                                           |                                           |                                           |                                           |                                           |                                           |                                           |                                           |                                           |                                           |
| Всего (2009)                              | белорусы                                  | белорусы                                  | русские                                   | русские                                   | украинцы                                  | украинцы                                  | поляки                                    | поляки                                    | армяне                                    | армяне                                    |
| 66 988                                    | 60 840                                    | 90,77 %                                   | 3789                                      | 5,66 %                                    | 1202                                      | 1,79 %                                    | 639                                       | 0,95 %                                    | 37                                        | 0,06 %                                    |
| 66 988                                    | татары                                    | татары                                    | немцы                                     | немцы                                     | молдаване                                 | молдаване                                 | евреи                                     | евреи                                     | литовцы                                   | литовцы                                   |
| 66 988                                    | 33                                        | 0,05 %                                    | 27                                        | 0,04 %                                    | 26                                        | 0,04 %                                    | 16                                        | 0,02 %                                    | 12                                        | 0,02 %                                    |
|                                           |                                           |                                           |                                           |                                           |                                           |                                           |                                           |                                           |                                           |                                           |
| Национальный состав по переписи 1959 года |                                           |                                           |                                           |                                           |                                           |                                           |                                           |                                           |                                           |                                           |
| Всего (1959)                              | белорусы                                  | белорусы                                  | русские                                   | русские                                   | поляки                                    | поляки                                    | украинцы                                  | украинцы                                  | евреи                                     | евреи                                     |
| 53 899                                    | 47 171                                    | 87,52 %                                   | 3424                                      | 6,35 %                                    | 2176                                      | 4,04 %                                    | 667                                       | 1,24 %                                    | 71                                        | 0,13 %                                    |

На 1 января 2023 года 19,3 % населения района было в возрасте моложе трудоспособного, 53,2 % — в трудоспособном, 27,5 % — старше трудоспособного. Ежегодно в районе рождается 610—860 детей и умирает 850—950 человек. Коэффициент рождаемости в 2019 году — 9,8, смертности — 14,9. Наблюдается естественная убыль населения, и ежегодно численность населения уменьшается на 20—320 человек по естественным причинам (-316 по итогам 2019 года). Коэффициент естественной убыли населения в 2019 году — −5,1. В 2022 году в районе было заключено 295 браков (5,0 на 1000 человек) и 189 разводов (3,2).

## Экономика
В 2022 году номинальная начисленная среднемесячная зарплата работников в районе составила 103,1% от среднего уровня по Брестской области. В денежном эквиваленте — 1429,2 бел. рубля.
Выручка от реализации продукции, товаров, работ, услуг за 2022 год составила 1404,9 млн рублей (около 425 млн долларов), в том числе 207,1 млн рублей пришлось на сельское, лесное и рыбное хозяйство, 1008,8 млн на промышленность, 37,6 млн на строительство, 104,6 млн на торговлю и ремонт. По совокупной выручке Берёзовский район уступает лишь Кобринскому и Каменецкому районам Брестской области, а также городам областного подчинения (Брест, Барановичи, Пинск).
В промышленный комплекс района входит 12 организаций основной промышленной группы. Среди них — «Берёзовский комбикормовый завод», специализирующийся на производстве полнорационных комбикормов, «Берёзовский комбинат силикатных изделий», производящий стеновые блоки, а также «Белоозёрский завод бетонных изделий».

### Сельское хозяйство
В состав агропромышленного комплекса Берёзовского района входит 11 сельскохозяйственных организаций. В 2021 году сельскохозяйственные организации обрабатывали 45,3 тыс. га посевной площади. Под зерновые культуры в 2022 году было засеяно 22,6 тыс. га пахотных площадей, под кормовые культуры — 16,6 тыс. га, под рапс — 4,1 тыс. га, под сахарную свёклу — 1,7 тыс. га, под лён — 0,3 тыс. га, под картофель — 72 га и под овощи — 0 га. В 2022 году они собрали 87,2 тыс. т зерновых и зернобобовых культур при урожайности 38,7 ц/га, 1801 т картофеля при урожайности 252 ц/га, 2 т овощей при урожайности 188 ц/га, 290 т льноволокна при урожайности 9,4 ц/га, 81,9 тыс. т сахарной свёклы при урожайности 503 ц/га, 127 т плодов и ягод при урожайности 30,8 ц/га.
На 1 января 2023 года в сельскохозяйственных организациях района содержалось 46,2 тыс. голов крупного рогатого скота, в том числе 14,4 тыс. коров, 4,2 тыс. свиней, 200,9 тыс. голов птицы. В 2022 году было реализовано 12,9 тыс. т мяса скота и птицы, произведено 104,7 тыс. т молока (средний удой от коровы — 7,3 т молока), 3,0 млн штук яиц.

## Транспорт
Берёзовский район имеет развитую сеть автомобильных дорог с твёрдым покрытием протяжённостью в 411,7 км. Протяженность железных дорог — 54 километра.
| Автодороги, проходящие через Берёзовский район            | Обозначения |
| --------------------------------------------------------- | ----------- |
| Брест (Козловичи) — граница Российской Федерации (Редьки) | М1 E 30     |
| Столбцы — Ивацевичи — Кобрин                              | Р2 E 85     |
| Берёза — Дрогичин                                         | Р84         |
| Пружаны — Берёза                                          | Р101        |
| Войтешин (от Р2) — Хомск — Дрогичин                       | Р136        |

## Образование
В 2022 году в районе насчитывалось 30 учреждений дошкольного образования, которые обслуживали 2586 детей. В 26 школах в 2022/2023 учебном году обучалось 7533 ученика, образовательный процесс обеспечивали 836 учителей. На территории района работают три учреждения образования областного подчинения (Малечская санаторная школа-интернат, Берёзовский государственный колледж строителей, Белоозёрский колледж электротехники).

## Культура
В Березовском районе действует 85 учреждений культуры, из них: клубных учреждений — 32, библиотек — 37 (в 2016 году — 301,8 тыс. экземпляров книг и журналов в фондах, 17,5 тыс. пользователей, выдано 312,7 тыс. экземпляров книг и журналов), школ искусств — 5 (6 филиалов), районный методический центр, районный историко-краеведческий музей с филиалом «Галерея искусств» (20,5 тыс. музейных предметов основного фонда, 16,5 тыс. посетителей в 2016 году), центр ремесел, детско-юношеский спортивно-эстетический центр, автоклуб. В учреждениях культуры района работают 186 коллективов любительского творчества и 75 творческих объединений. 28 коллективов со званием «народный» и «образцовый». Творческой деятельностью в районе охвачено свыше 3 тыс. человек.

### Музеи
- Берёзовский историко-краеведческий музей[48].
  - Филиал учреждения культуры «Берёзовский историко-краеведческий музей» «Галерея искусств»[49].
- Музей концлагерь Берёза Картузская (1934—1939).
- Музей военной техники под открытым небом в агрогородке Пески[50].
- Музей воинской части в деревне Бронная Гора[51].
- Музей «Здитовский фольварк» в деревне Здитово Споровского сельсовета.

Традиционная роспись стекла — элемент нематериального культурного наследия Беларуси, включенный в список историко-культурного наследия Республики 20 марта 2023 года.

## События и мероприятия
- 12 августа 2023 года — экофестиваль «Споровские сенокосы» в деревне Высокое[52].

## Достопримечательности

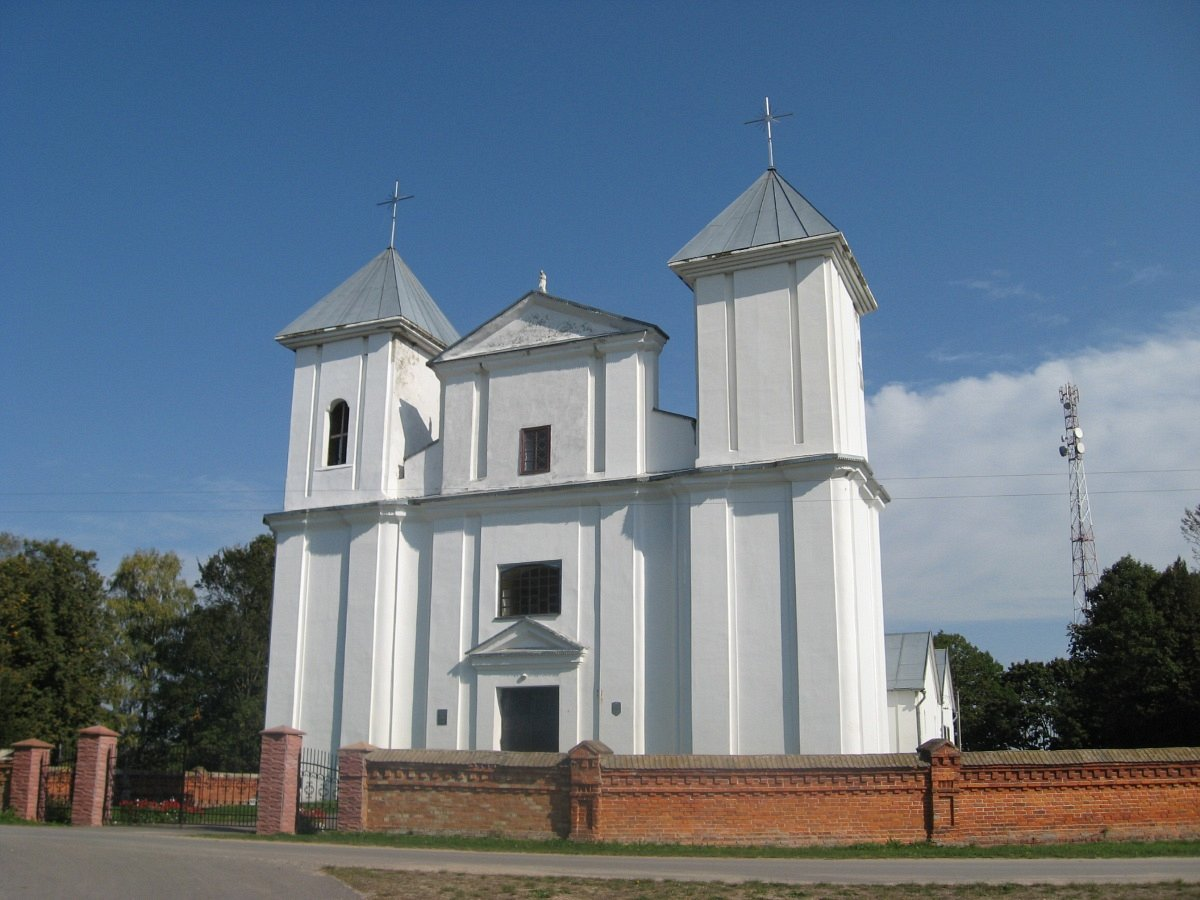
Костёл Святой Девы Марии в Сигневичах (1795)

На территории Берёзовского района 27 объектов, которые включены в Государственный список историко-культурного наследия Республики Беларусь, в том числе: 11 памятников архитектуры; 5 памятников археологии; 11 памятников истории.
- Мемориальный комплекс «Здитовская оборона» в д. Здитово Споровского сельсовета —  Историко-культурная ценность Республики Беларусь, шифр 113Д000141
- Свято-Рождественская церковь (1922) в д. Здитово Споровского сельсовета
- Свято-Ануфриевская церковь в аг. Спорово
- «Стоянка Горбов — 1 периода неолита и бронзового века» на южном берегу оз. Черное в д. Здитово Споровского сельсовета —  Историко-культурная ценность Республики Беларусь, шифр 113В000139
- «Стоянка Горбов — 2 периода неолита», 1 км к северу, на левом берегу р. Дорогобуж в д. Здитово Споровского сельсовета —  Историко-культурная ценность Республики Беларусь, шифр 113В000140
- Костёл Святой Девы Марии в Сигневичах (1795) —  Историко-культурная ценность Республики Беларусь, шифр 112Г000148
- Руины монастыря картезианцев (XVII век) в городе Берёза —  Историко-культурная ценность Республики Беларусь, шифр 112Г000133
- Усадебно-парковый комплекс Пусловских в деревне Старые Пески —  Историко-культурная ценность Республики Беларусь, шифр 112Г000151
- Свято-Николаевская церковь в деревне Черняково Сигневичского сельсовета —  Историко-культурная ценность Республики Беларусь, шифр 113Г000157
- Костёл Святого Алексея (1912 год) в агрогородке Селец —  Историко-культурная ценность Республики Беларусь, шифр 113Г000155
- Православная церковь Успения в агрогородке Селец —  Историко-культурная ценность Республики Беларусь, шифр 113Г000156
- Памятник-самолёт МиГ-17ПФ в деревне Заречье
- Мемориал Бронная Гора

#### К нематериальному наследию Берёзовского района относят[8]
- Бытовой танец «Споровская полька»
- Технология изготовления щеповой птицы-оберега
- Традиция приготовления рыбы, сушенной в печи на соломе, и блюд на её основе в агрогородках Спорово, Здитово, Пески и деревне Хрисо

## Галерея

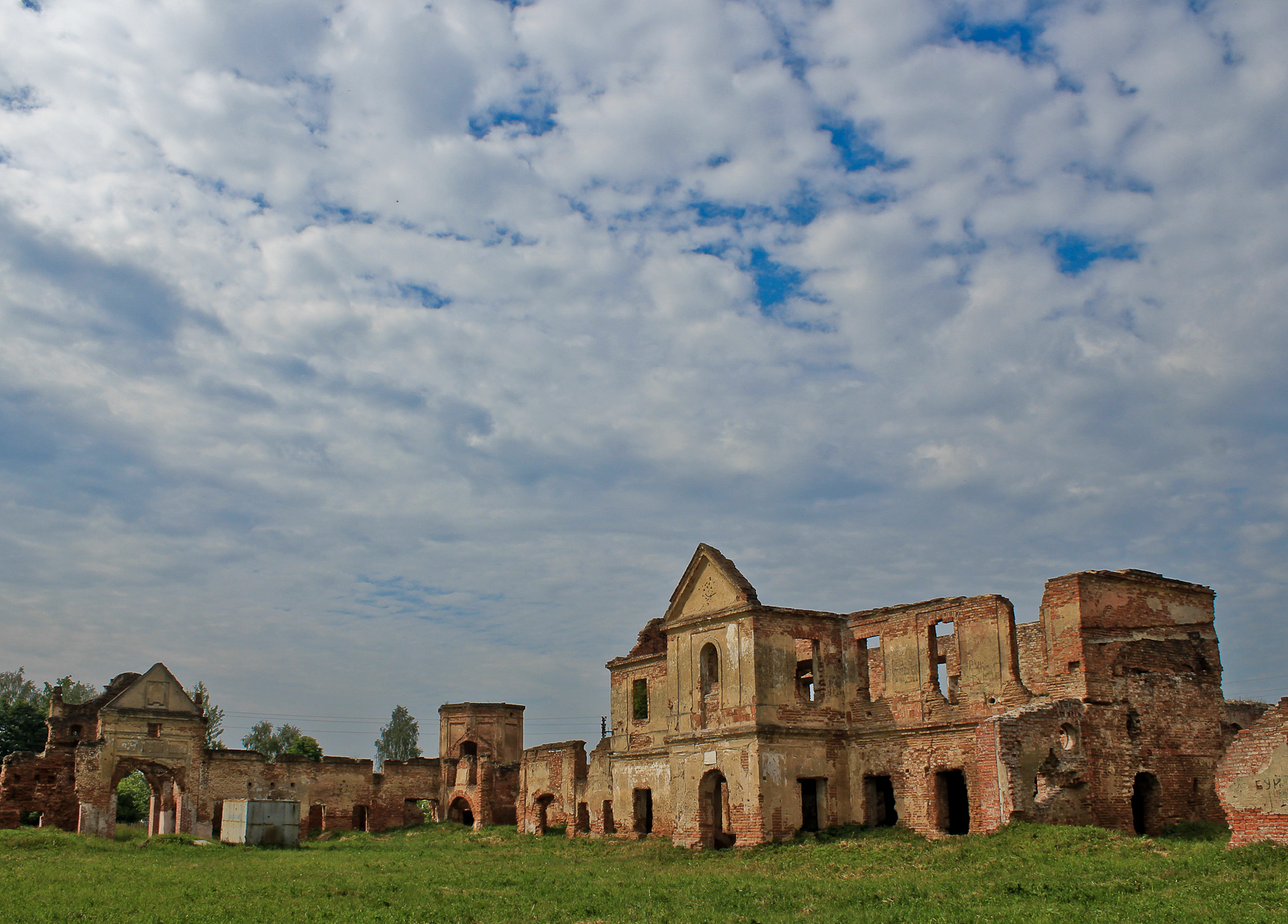
Руины монастыря картезианцев (XVII век) в городе Берёза
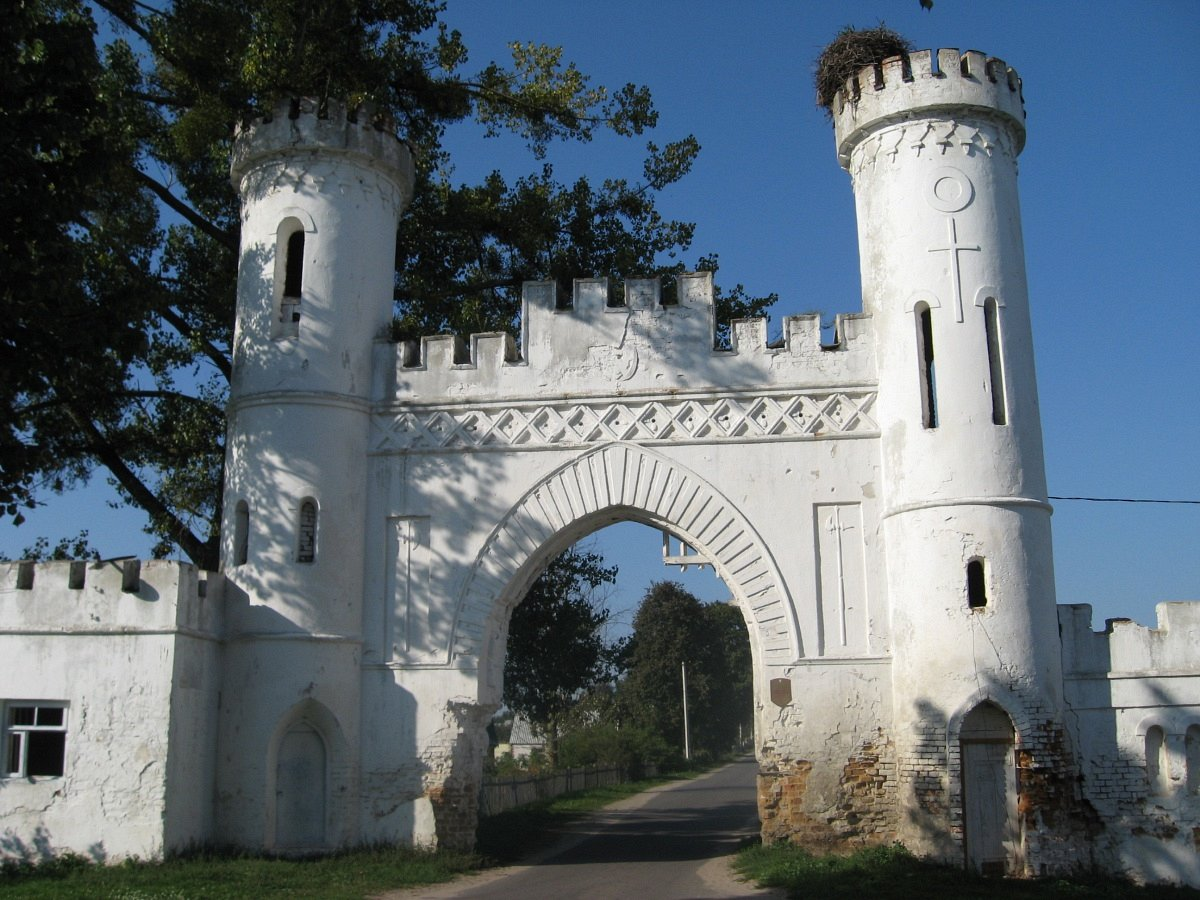
Усадебно-парковый комплекс Пусловских. Северные ворота. Агрогородок Пески
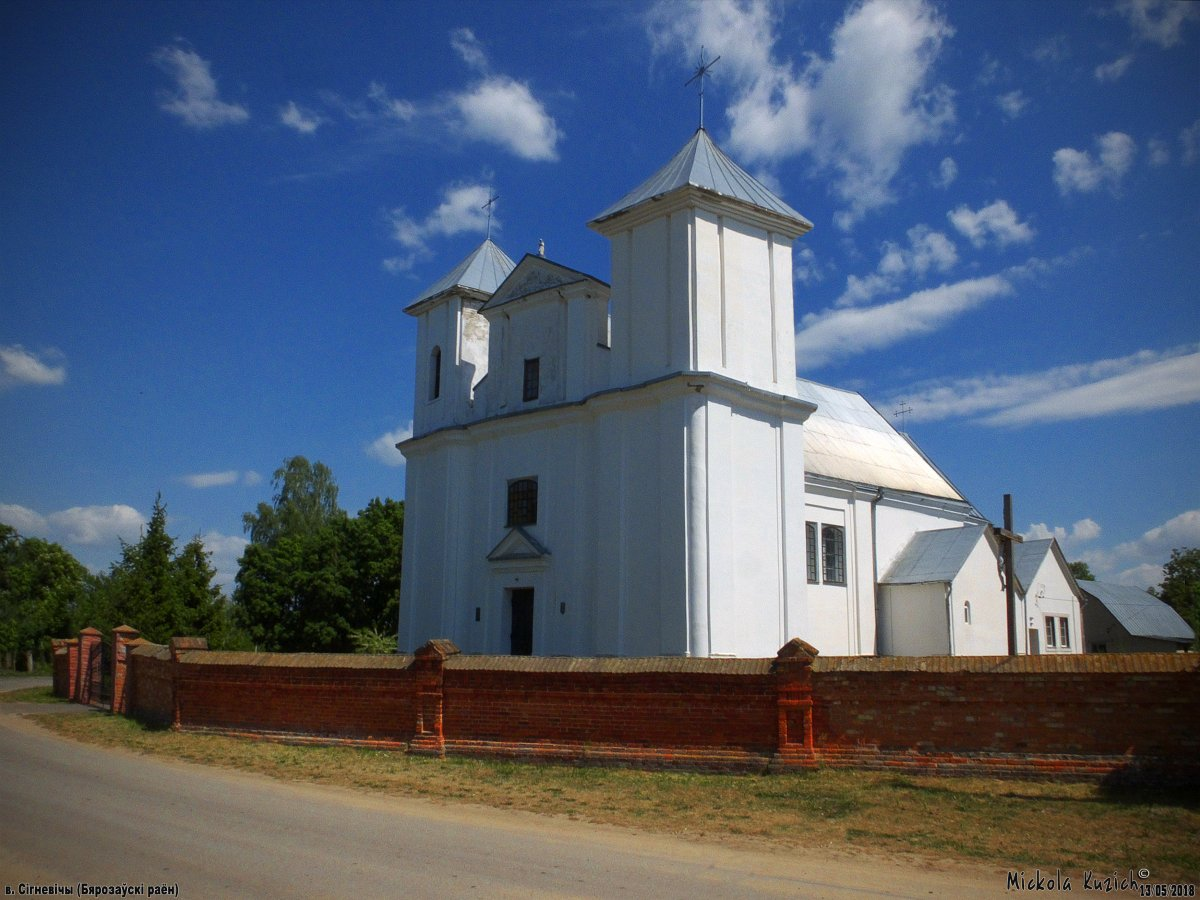
Костёл Святой Девы Марии в Сигневичах (1795)
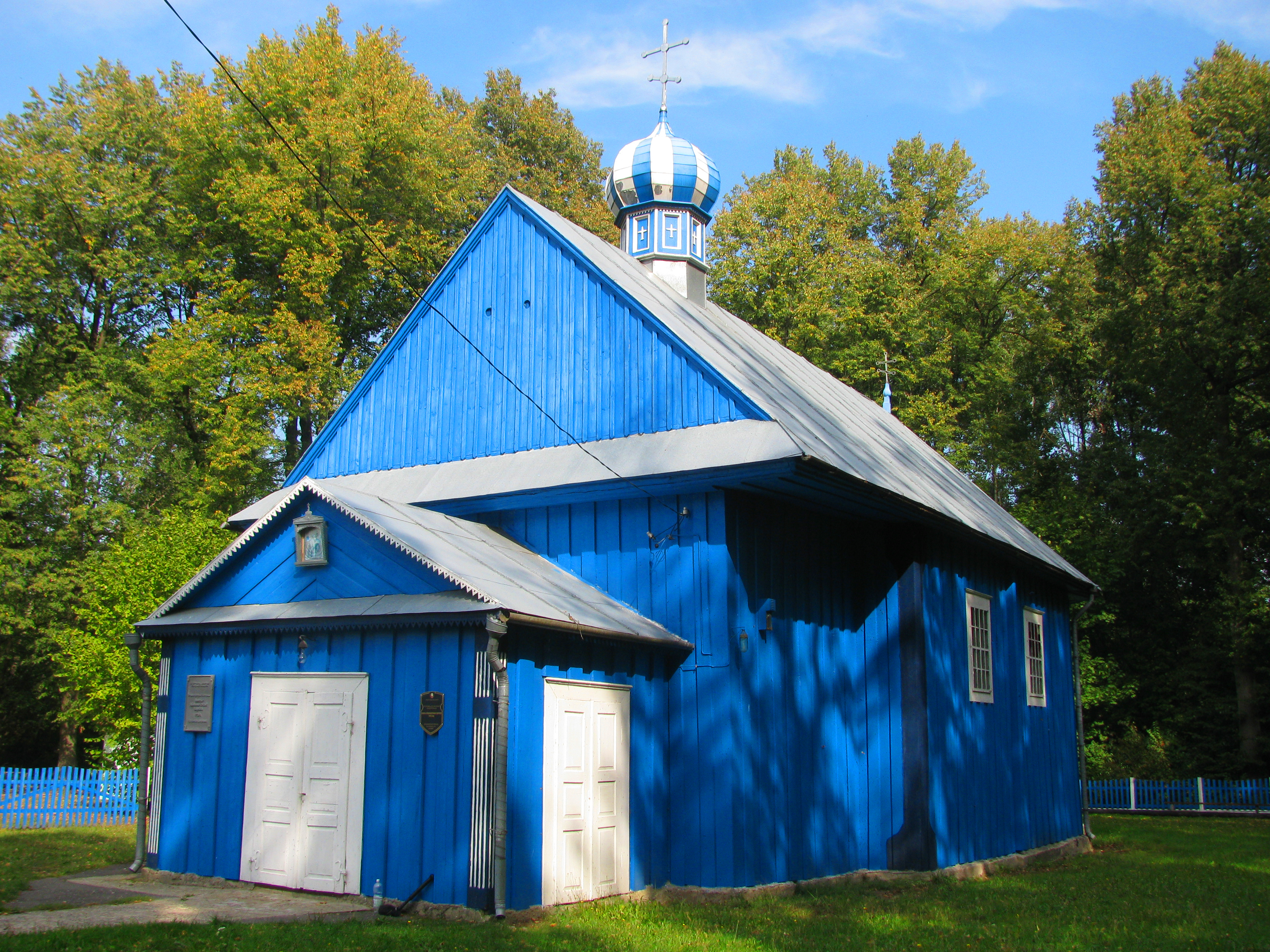
Свято-Николаевская церковь в д. Черняково
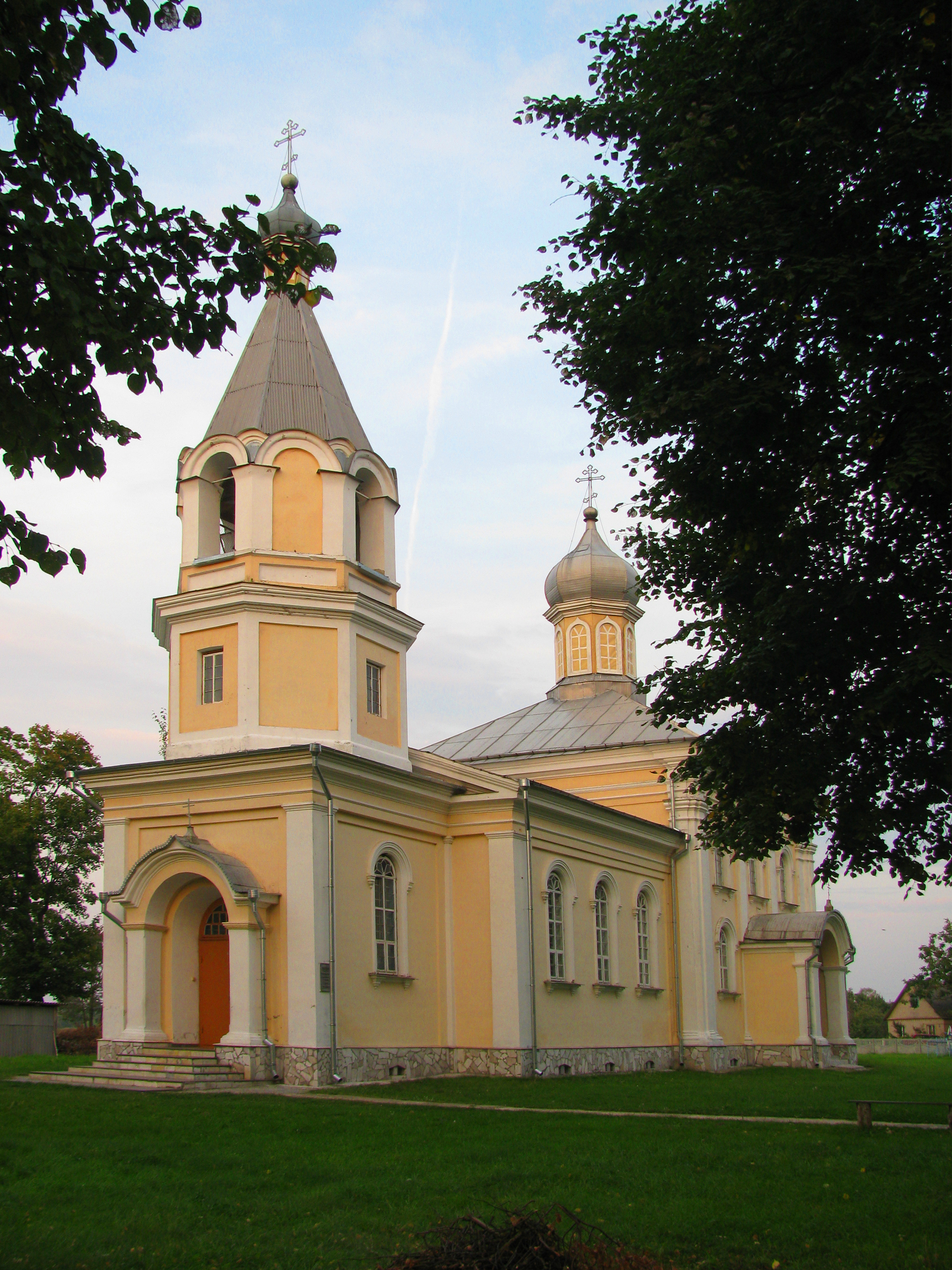
Православная церковь Успения в агрогородке Селец

## СМИ
Издаётся газета «Маяк» (тираж — 6000 тысяч экземпляров), функционирует её Интернет-портал.